# کاپولیادا
کاپولیادا (به لاتین: Kapuliyadda) یک منطقهٔ مسکونی در سری‌لانکا است که در استان مرکزی (سری‌لانکا) واقع شده‌است.